# Skynyrd Frynds
Skynyrd Frynds és un àlbum de tribut a la banda estatunidenca Lynyrd Skynyrd publicat l'any 1994. Està format per un conjunt de versions de deu cançons del grup realitzades per diverses bandes musicals. El productor executiu de l'àlbum fou Gary Rossington, membre de la banda.

## Llista de cançons
| Núm.          | Títol                       | Intèrprets           | Durada |
| ------------- | --------------------------- | -------------------- | ------ |
| 1.            | «Sweet Home Alabama»        | Alabama              | 6:44   |
| 2.            | «Don't Ask Me No Questions» | Travis Tritt         | 4:36   |
| 3.            | «Simple Man»                | Confederate Railroad | 5:44   |
| 4.            | «I Know a Little»           | Sammy Kershaw        | 3:32   |
| 5.            | «Tuesday's Gone»            | Hank Williams, Jr.   | 5:48   |
| 6.            | «Call Me the Breeze»        | The Mavericks        | 4:13   |
| 7.            | «What's Your Name?»         | Steve Earle          | 3:49   |
| 8.            | «One More Time»             | Charlie Daniels      | 4:35   |
| 9.            | «Saturday Night Special»    | McBride & the Ride   | 5:18   |
| 10.           | «Free Bird»                 | Wynonna              | 7:41   |
| Durada total: | Durada total:               | Durada total:        | 51:59  |

## Posicions en llista
| Llista           | Posició |
| ---------------- | ------- |
| US Billboard 200 | 56      |